# ジョゼフ・ビシグ
ジョゼフ・ビシグ (Josef Meinrad Bisig, 1952年9月2日 - ) はスイス人のカトリック司祭であり、聖ペトロ会(FSSP)の共同創設者および初代総長である。もともとは聖ピオ十世会の会員であったが、創設者であるマルセル・ルフェーブル大司教が違法に4名の司教を聖別した際に同会を離脱した。
以前はドイツの Wigratzbad 神学校の学長であったビシグは、2005年に米国デントンの Our Lady of Guadalupe Seminary の副学長兼神学教授に任じられ、2006年に学長 (rector) に就任した。また、聖ペトロ会の顧問も務めている。学位として licentiate in Sacred Theology(IST) を所持しており、近年は神学博士号を準備している。ドイツ語、フランス語、英語、イタリア語に堪能である。

## 参照
1. ↑  “The Seminary of Wigratzbad (Germany) – FSSP” (英語). 2023年7月28日閲覧。
2. 1 2  “Fr. Josef Bisig”. Biographical notes of the persons in charge for the FSSP.   Priestly Fraternity of Saint Peter (2006年8月23日). 2010年6月10日閲覧。